# Kevin Cant
Kevin Cant (Ekeren, 11 maart 1988) is een Belgisch voormalig veldrijder.

## Carrière
Cant kwam lange tijd uit bij de elite zonder contract. Hij heeft één seizoen onder contract gestaan bij Beobank-Corendon.
Hij behoort tot die renners welke dezelfde wedstrijd rijden als de elite met contract, maar toch elk hun klassement rijden. Kevin Cant werd twee keer kampioen van België in zijn categorie. De eerste maal in Hooglede-Gits in 2012, alsook één jaar later in 2013 in Mol. In 2014 was hij samen met Michael Van Staeyen betrokken bij een aanrijding.

## Privéleven
Hij is de broer van de veldrijdster Sanne Cant.
Aernouts · Bína · Cant · Gil · Hofman · Meisen · Šimůnek · D.Sweeck · H.Sweeck · L.Sweeck · Taramarcaz
Bosmans · Cant · Kielich · Merlier · Smets · Sweeck · Van Tichelt · Wouters